# Салманы
Салманы — село в Алькеевском районе Татарстана, административный центр Салманского сельского поселения.

## География
Село Салманы расположилось по обоим берегам пересыхающего ручья Салманка (Салман; приток Актая), к северу от автодороги, идущей из райцентра села Базарные Матаки на северо-запад, в сторону города Болгар. Сам районный центр находится юго-восточнее села, на трассе «Казань — Самара».
К югу от автодороги, также на берегу Салманки, стоит село Новые Салманы. Ближайший населённый пункт на юго-востоке — деревня Старый Баллыкуль, расположенная к югу от дороги на Базарные Матаки. Северо-восточнее, также в долине реки — деревня Нижние Салманы. Все перечисленные населённые пункты входят в состав Салманского сельского поселения. На востоке, за небольшим озером Рытое и возвышенностью (высоты до 128,2 м), у маловодного ручья Нохратка, притока Салманки, имеется урочище Новые Нохраты. На западе, за возвышенностью (высоты до 155,2 м), есть овраг Ямбухтинский, в устье которого стоит село Ямбухтино (Спасский район).
По некоторым данным, село условно разделяется местными жителями по расположению домов относительно ручья Салманка на две части — Запровалину и Заречье.

## История
Село Салманы основано во второй половине XVII века, не позднее начала XVIII века. О названии села существует легенда, согласно которой в далёкие времена у одного помещика было три дочери — Анна, Татьяна и Салманида (Соломонида?), и решил он именами своих дочерей назвать три населённых пункта. Так появились Аннино (деревня Анины Салманы), Танино (ныне деревня в Спасском районе) и Церковные Салманы (современное село Салманы).
По данным второй половины XVIII века, село находилось в составе Спасского уезда Казанской губернии (первоначально — наместничества) и именовалось Новоспасским — по крайней мере, его русская часть, где проживали переселенцы из Саранского уезда Пензенской провинции Казанской губернии. Владели селом помещики-братья Алексей Васильевич и Николай Васильевич из рода Мельгуновых (всего у братьев было 475 душ крестьян; данные 1771—1773 годов). Есть сведения, что у Николая Васильевича Мельгунова была дочь Анна, у Алексея Васильевича — дочь Татьяна (с этим фактом, возможно, и связано появление вышеприведённой легенды).
Н. В. Мельгунов, отставной капитан-поручик лейб-гвардии, участвовал в подавлении Пугачёвского восстания — как и Фёдор Фёдорович Желтухин, на тот момент полковник лейб-гвардии Преображенского полка, женившийся на Анне Николаевне Мельгуновой. Вследствие этой женитьбы Новоспасское, по всей видимости, перешло со временем к Ф. Ф. Желтухину.
Название села «Церковные Салманы», просуществовавшее до 1939 года, может быть связано со строительством в селе церкви Спаса Всемилостивого. Кирпичный трёхпрестольный храм с приделами в честь иконы Донской Божией Матери и во имя Святителя и Чудотворца Николая воздвигнут в 1778 году (встречается также указание на более позднюю дату — 1795 год), однако освящён только в 1808 году (упоминается также 1824 год). В любом случае, храм не работал 29-30 лет.
Строительство храма было предпринято Фёдором Желтухиным (встречающееся в отдельных источниках смещение хронологии строительства и освящения церкви на 16-17 лет приводит к приписыванию инициативы строительства сыну Ф. Ф. Желтухина — Сергею Фёдоровичу Желтухину). Тот факт, что несколько десятилетий церковь оставалась неосвящённой, может быть связан с претензиями со стороны Казанской епархии к Ф. Ф. Желтухину в его бытность казанским вице-губернатором, когда, в числе прочего, он занимался определением соответствия границы между Казанской и Вятской епархиями границе между Казанским и Вятским наместничествами.
Жители села оставались помещичьими крестьянами до 1861 года, занимались земледелием и разведение скота. В 1881 году открыта земская школа. К началу XX века в селе были 2 ветряные мельницы, 1 казённая винная и 3 бакалейные лавки. Земельный надел сельской общины составлял 846 десятин.
В 1885—1886 годах в селе Салманы проживал молодой Рафаил Васильевич Ризположенский — впоследствии учёный-почвовед, пионер музейного дела, черносотенец. В окрестностях села Ризположенский проводил ботанические исследования. В 1887 году в Казани им была опубликована работа «Цветковые растения окрестностей с. Салман, Спасского уезда, Казанской губернии».
До 1920 года село входило в состав Базарно-Матаковской волости Спасского уезда. С 1920 года — в Спасском кантоне Татарской АССР. 10 августа 1930 года включено в Спасский район, 25 января 1935 вошло в Алькеевский район, с 1 февраля 1963 года — в Куйбышевском районе, с 12 января 1965 года — снова в Алькеевском.
С начала 1970-х годов численность населения села Салманы сократилась, стабилизировавшись на уровне в 200 с небольшим человек. Первоначальный облик Спасской церкви на сегодня утрачен, она находится в полуразрушенном состоянии.

## Население
По данным переписи 2010 года, в селе проживало 212 человек, национальный состав был следующим:
- татары — 105 чел.
- русские — 95 чел.
- марийцы — 6 чел.

Статистика Салманского сельского поселения даёт данные, согласно которым в селе Салманы по состоянию, самое позднее, на конец 2015 года было 67 дворов и 203 жителя.
По данным переписи 2002 года, в селе проживало 222 человека (112 мужчин, 110 женщин), 49 % населения составляли татары, а 48 % — русские.
Есть данные, что в 1985 году население села Салманы составляло приблизительно 340 человек.
Численность населения в XVIII—XX веках
| 1782 | 1859 | 1908 | 1920 | 1926 | 1938 | 1949 | 1958 | 1970 | 1979 | 1989 |
| ---- | ---- | ---- | ---- | ---- | ---- | ---- | ---- | ---- | ---- | ---- |
| 185  | 418  | 674  | 665  | 359  | 299  | 252  | 285  | 345  | 290  | 213  |

## Улицы

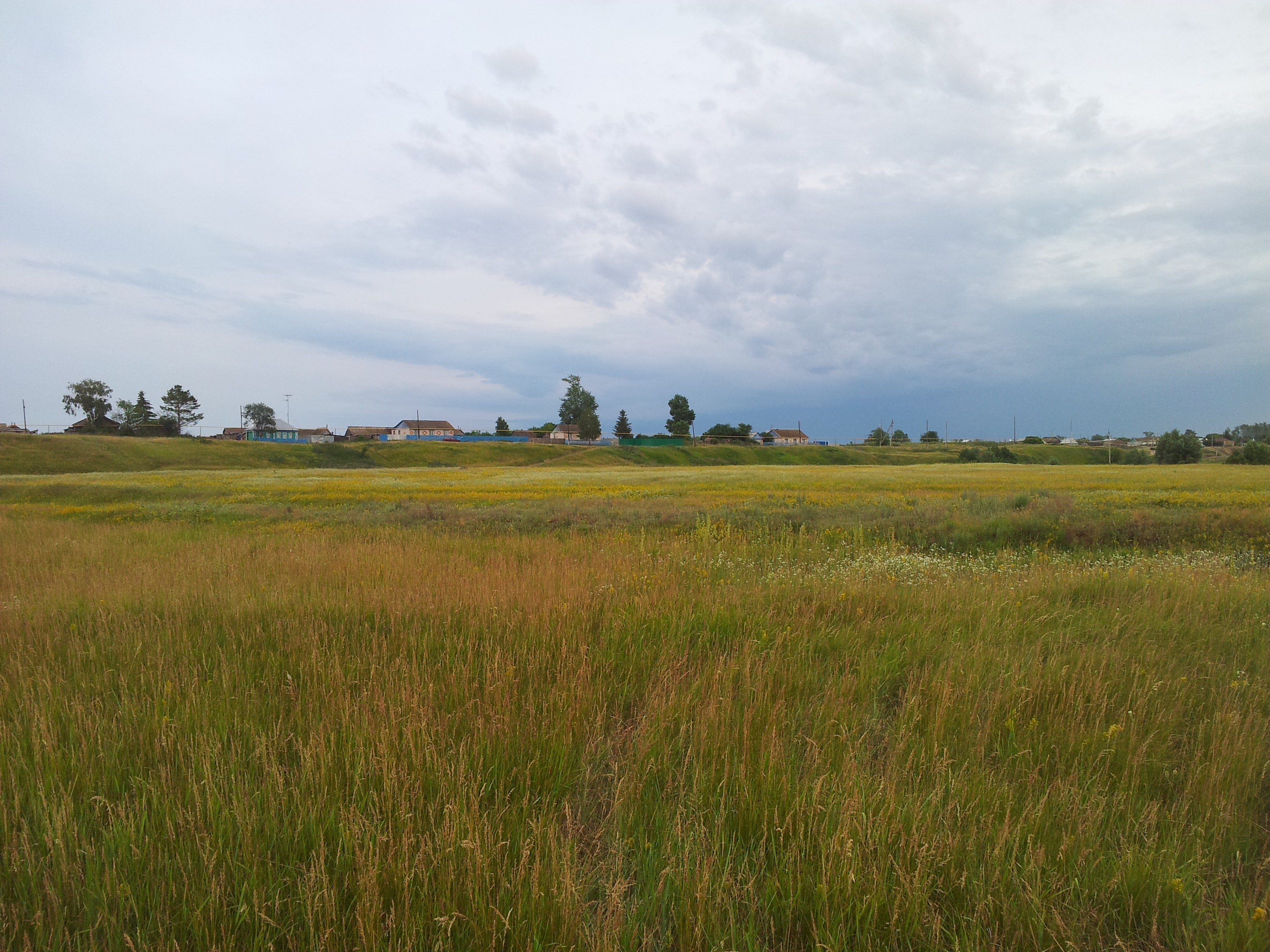
Ул. Береговая.

- Береговая
- Мира
- Молодёжная
- Рабочая
- Садовая
- Школьная[12]

## Инфраструктура
Экономика
- ООО «ПСК Салман» и ОАО «Красный Восток Агро»: свиноферма на 12 тыс. голов на северной окраине села; зерноток на 3 тыс. тонн хранения и МТМ[4] на 25 единиц техники к востоку от села.
- 2 объекта деревообрабатывающей промышленности (лесопилка и пилорама).
- 1 предприятие пищевой промышленности (пекарня)[2].

Социальная инфраструктура

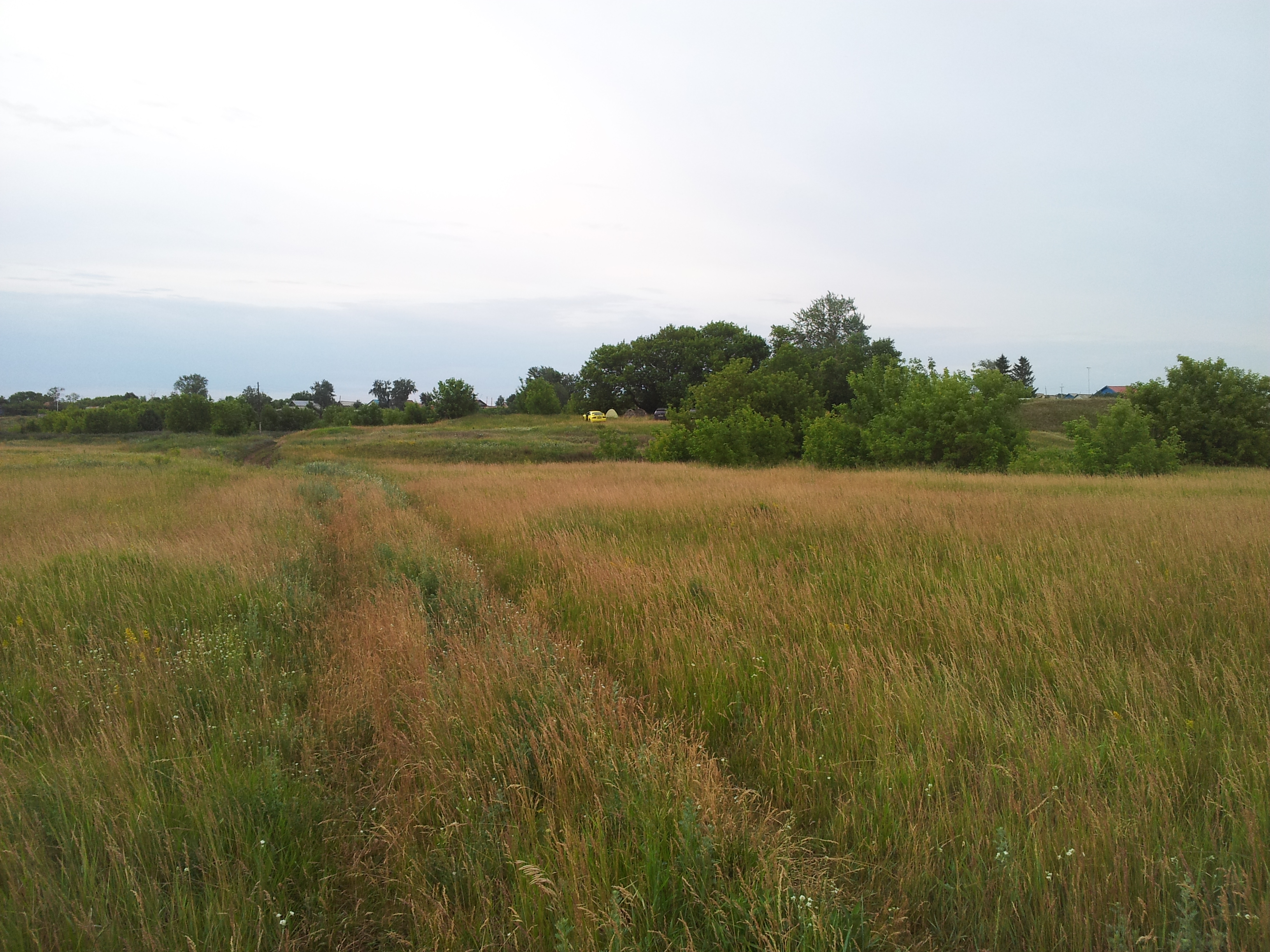
Территория бывшей школы («Школьный сад»).

- Салмановский сельский дом культуры на 180 мест, находящийся в ветхом состоянии, с библиотекой на 10,3 тыс. экземпляров.
- Спортзал при здании бывшей средней общеобразовательной школы на 162 кв. м.
- Отделение почтовой связи в ветхом здании.
- Магазин частного предпринимателя.
- Участковый пункт полиции[2][7].

Жилой фонд
- 5,2 тыс. м² жилья в виде индивидуальной застройки[2].

Инженерная инфраструктура
- АТС[7].
- Водозаборная скважина[2].

Экологическая инфраструктура
- Свалка ТБО.
- Скотомогильник (биотермическая яма).
- Православное кладбище площадью 1,1 га, заполненное на 50 %[2].

## Галерея

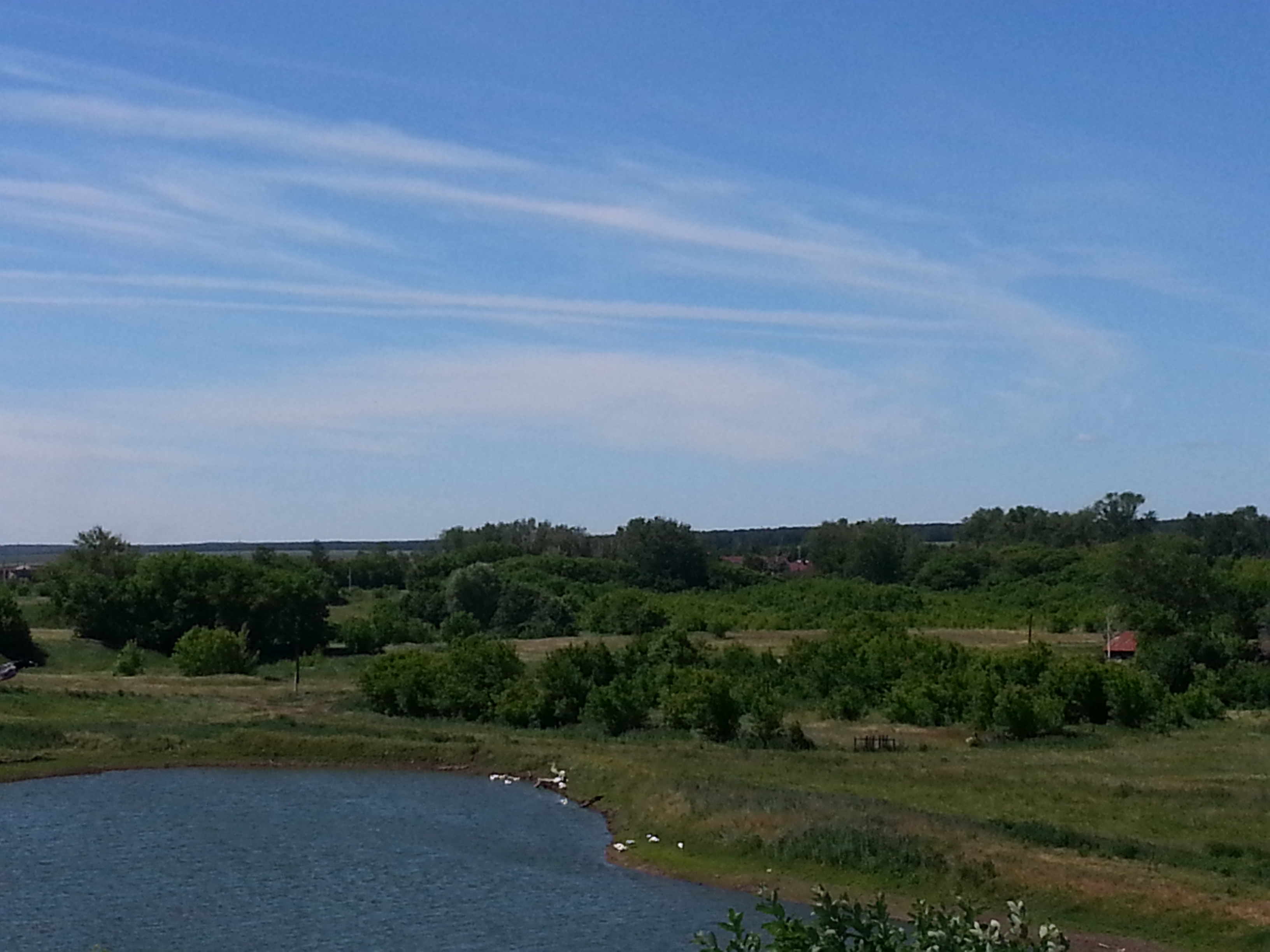
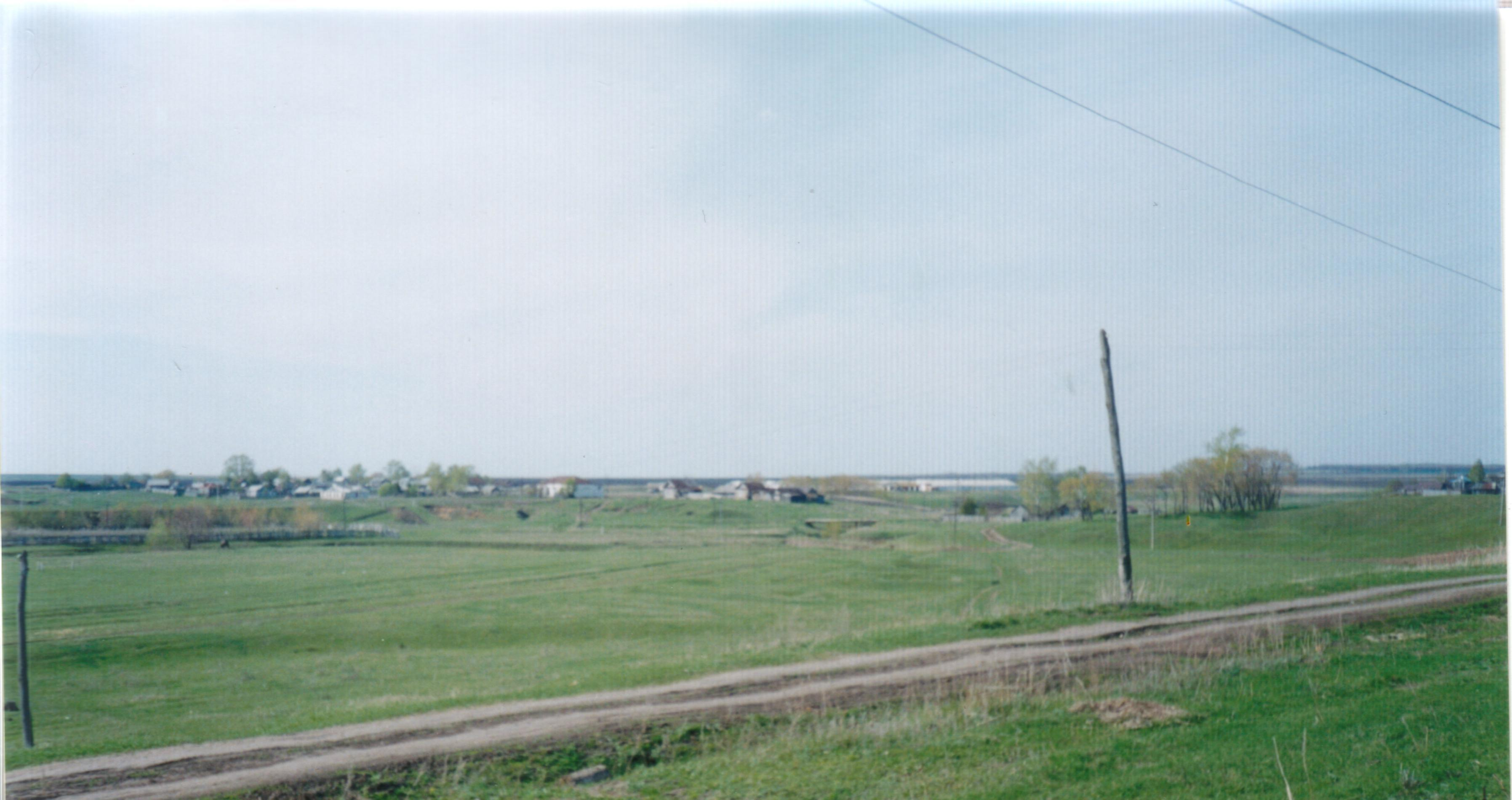